# Première bataille de la mer de Java
Seconde Guerre mondiale - Guerre dans le Pacifique
Batailles
Invasion des Indes orientales néerlandaises
- Bornéo (1941-1942)
- Manado
- Tarakan (1942)
- Balikpapan (1942)
- Amboine
- Makassar
- Sumatra
- Badung
- Timor
- Première bataille de la mer de Java
- Détroit de la Sonde
- Java
- Seconde bataille de la mer de Java

Japon :
- Raid de Doolittle
- Bombardements stratégiques sur le Japon (Tokyo
- Yokosuka
- Kure
- Hiroshima et Nagasaki)
- Raids aériens japonais des îles Mariannes
- Campagne des archipels Ogasawara et Ryūkyū
- Opération Famine
- Bombardements navals alliés sur le Japon
- Baie de Sagami
- Invasion de Sakhaline
- Invasion des îles Kouriles
- Opération Downfall
- Reddition du Japon

Pacifique central :
- Pearl Harbor
- Guam (1941)
- Wake
- Raid sur les îles Gilbert et Marshall
- Opération K
- Midway
- Opération RY
- Campagne des îles Gilbert et Marshall
- Campagne des îles Mariannes et Palaos
- Campagne des archipels Ogasawara et Ryūkyū
- Opération Inmate

Pacifique du sud-ouest :
- Nauru
- Invasion des Philippines (1941-42)
- Invasion des Indes orientales néerlandaises
- Opérations de l'Axe dans les eaux australiennes
- Raids aériens japonais sur l'Australie (1942-43)
- Opération Ke
- Campagne des îles Salomon
- Campagne de Nouvelle-Guinée
- Campagne des Philippines
- Campagne de Bornéo (1945)

Asie du sud-est :
- Invasion de l'Indochine (1940)
- Océan Indien (1940-45)
- Guerre franco-thaïlandaise
- Invasion de la Thaïlande
- Campagne de Malaisie
- Hong Kong
- Singapour
- Campagne de Birmanie
- Opération Kita
- Indochine (1945)
- Détroit de Malacca
- Opération Jurist
- Opération Tiderace
- Opération Zipper
- Bombardements stratégiques (1944-45)

Guerre sino-japonaise
Front d'Europe de l’Ouest
Front d'Europe de l’Est
Bataille de l'Atlantique
Campagnes d'Afrique, du Moyen-Orient et de Méditerranée
Théâtre américain
La première bataille de la mer de Java est l'une des importantes batailles navales de la campagne du Pacifique lors de la Seconde Guerre mondiale. Les marines alliées subissent une cuisante défaite de la part de la Marine impériale japonaise, le 27 février 1942, ainsi que dans les actions secondaires qui s'ensuivent pendant plusieurs jours. Le commandant des forces américano-britannico-néerlando-australiennes (ABDA), l'amiral Karel Doorman, est tué. Les jours qui suivent, plusieurs batailles plus petites ont lieu autour de Java, comme la plus petite, mais néanmoins importante, bataille du détroit de la Sonde.

## Contexte
L'invasion des Indes orientales néerlandaises par les Japonais avait commencé à la mi-décembre 1941 et progressait à un rythme plus rapide que prévu. Au fur et à mesure que les campagnes de Malaisie et des Philippines avançaient pour les Japonais, de plus en plus de leurs unités étaient disponibles pour participer à l'agression et à l'isolement éventuel de Java. Aussi, après s'être emparés de bases dans l'est de Bornéo et au nord des Célèbes, des convois de troupes, protégés par des destroyers et des croiseurs avec un appui aérien fourni par des essaims d'avions de combat opérant à partir de bases prises aux alliés, fonçaient vers le sud par le détroit de Makassar vers la mer des Moluques. Pour s'opposer à ces forces d'invasion, les Alliés avaient créé au début de janvier 1942, un commandement unifié en Asie du Sud, connu sous le nom d'ABDACOM, dans le but de protéger la barrière de la Malaisie. Les Alliés avaient une flotte commandée par l'amiral Thomas C. Hart et composée principalement d'anciens navires de guerre américains et hollandais, avec de nombreux marins ayant déjà combattu durant la Première Guerre mondiale. Le vice-amiral néerlandais Conrad Helfrich croyait être capable de vaincre les Japonais en mer et sur son insistance, le 23 janvier, Hart envoya un groupe de quatre destroyers américains attaquer un convoi japonais dans le détroit de Macassar, alors qu'il s'approchait de Balikpapan sur l'île de Bornéo. Les destroyers furent en mesure de couler trois navires de transports ennemis. Le 13 février, les Alliés tentèrent, lors de la bataille de Palembang, d'empêcher les Japonais de s'emparer d'un important port pétrolier dans l'est de Sumatra, mais en vain. Malgré cette défaite alliée, Helfrich fut persuadé que son point de vue était le bon sur sa position.
Vers la mi-février, le commandant en chef de l'ABDACOM, le général britannique Archibald Wavell informa le premier ministre britannique, Sir Winston Churchill que la défense de Java était une cause perdue. Bornéo, Sulawesi, Ambon et Bali étaient sous contrôle japonais. À Sumatra et au Timor, la guerre faisait encore rage mais on s'attendait à un résultat défavorable à la cause des Alliés. Après le départ de l'amiral Hart et du général Wavell, le commandement des troupes au sol et en mer fut confié aux Pays-Bas. Le 12 février, le vice-amiral Helfrich prit le commandement de sa flotte et, en outre, reçut plusieurs navires américains, britanniques et australiens en renfort.
La nuit du 19 au 20 février, des troupes alliées attaquèrent le groupe oriental d'invasion au large de Bali lors de la bataille du détroit de Badung. Le 19 février également, les Japonais de la première force aéronavale, commandée par le vice-amiral Nagumo, attaquèrent et détruisirent le port de Darwin dans le nord de l'Australie ce qui le rendit inutilisable comme source d'approvisionnement et base navale d'appui pour des opérations dans les Indes orientales.
Peu de temps avant la bataille, les chances ne paraissaient pas bonnes pour les forces alliées. Elles étaient désunies (navires venant de quatre marines distinctes) et démoralisées par les attaques aériennes incessantes et le sentiment général de la toute-puissance japonaise. En outre, la coordination entre les marines et les forces aériennes alliées était mauvaise.

## La bataille

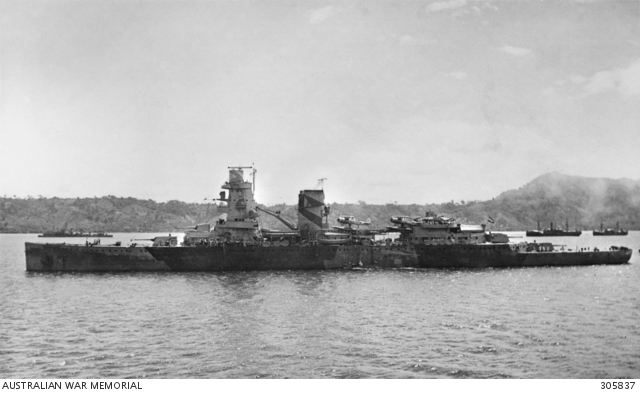
HNLMS De Ruyter à l'ancre en février 1942, un peu avant la bataille.

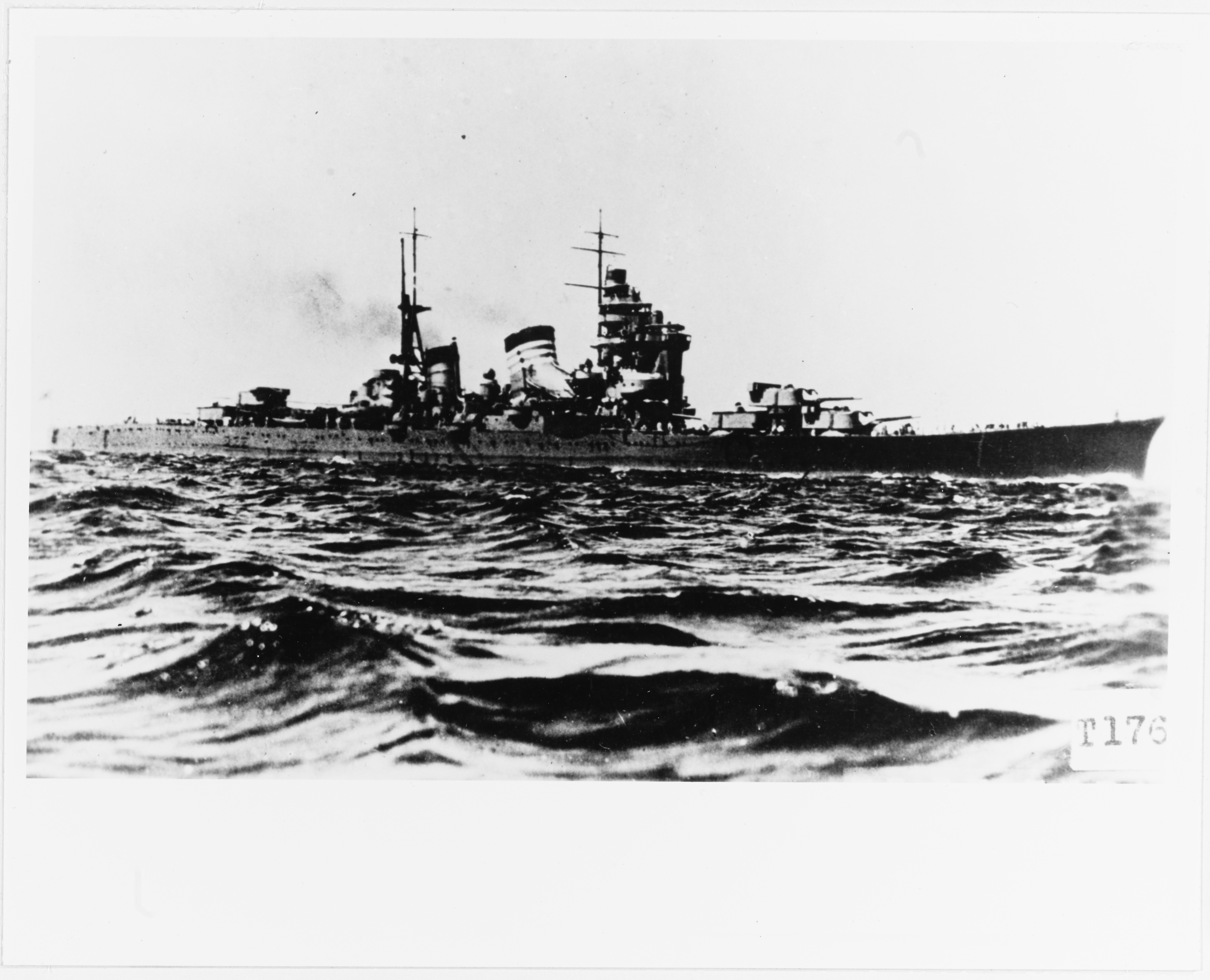
Croiseur lourd japonais Haguro qui coula le HNLMS De Ruyter.

Les forces amphibies japonaises s'étaient rassemblées pour combattre et, le 27 février 1942, la flotte alliée commandée par Doorman, patrouillait au nord de Surabaya pour intercepter un convoi japonais qui s'approchait du détroit de Makassar. La force ABDA se composait de deux croiseurs lourds (le HMS Exeter et l'USS Houston), de trois croiseurs légers (le HNLMS De Ruyter (navire amiral), le HNLMS Java et le HMAS Perth (D29)) et de neuf destroyers (HMS Electra, HMS Encounter, HMS Jupiter, HNLMS Kortenaer, HNLMS Witte de With, USS Alden, USS John D. Edwards, USS John D. Ford et USS Paul Jones, les cinq américains étant de la classe Clemson).
Le convoi japonais était escorté par deux croiseurs lourds (Nachi et Haguro), deux croiseurs légers (Naka et Jintsu de la classe Sendai) et quatorze destroyers (Yudachi, Samidare, Murasame, Yamakaze, Kawakaze et Harusame de la classe Shiratsuyu, Minegumo et Asagumo de la classe Asashio, Amatsukaze, Yukikaze, Hatsukaze et Tokitsukaze de la classe Kagerō , Sazanami et Ushio de la classe Fubuki) sous le commandement du contre-amiral Takeo Takagi. Les croiseurs lourds japonais de la classe Myōkō étaient beaucoup plus puissants que les croiseurs alliés, armés chacun de dix canons de 8 pouces (203 mm) et de tubes lance-torpilles. Par comparaison, l'Exeter était armé de seulement six canons de 8 pouces. Même si le Houston possédait neuf canons de 8 pouces, seuls six étaient encore utilisables après que sa tourelle arrière eut été détruite lors d'une attaque aérienne antérieure.
Les forces alliées engagèrent le combat dans la mer de Java et la bataille fit rage par intermittence du milieu de l'après-midi à minuit alors que les Alliés essayaient d'atteindre et d'attaquer les navires de transports de troupe de la flotte japonaise mais ils furent repoussés par la puissance de feu supérieure de l'escorte ennemie. Les Alliés eurent localement la supériorité aérienne pendant les heures du jour parce que les forces aériennes japonaises ne pouvaient attaquer la flotte alliée par mauvais temps. Les conditions météorologiques entravaient également les communications, rendant la coopération entre les nombreuses unités alliées difficiles — tant pour la reconnaissance que la couverture aérienne et la position de la flotte — empirant au cours du temps. Les Japonais avaient aussi brouillé les fréquences radio. L'Exeter était le seul navire équipé d'un radar, une technologie émergente à l'époque.
Pendant sept heures, la flotte alliée commandée par Doorman essaya à plusieurs reprises de rejoindre et attaquer le convoi d'invasion ; chaque tentative fut repoussée par l'escorte japonaise avec de lourdes pertes pour les Alliés.
Les flottes s'aperçurent l'une l'autre vers 16 h 0 le 27 février et arrivées à portée de tir, ouvrirent le feu à 16 h 16. Les deux parties eurent peu de succès dans leurs tirs au cours de cette phase de la bataille. Le seul tir notable le fut sur l’Exeter qui eut sa chaufferie gravement endommagée par un obus de 8 pouces (203 mm). Le navire se dirigea tant bien que mal vers Surabaya, escorté par le Witte de With. Les Japonais lancèrent deux salves de 92 énormes torpilles qui ne touchèrent que le Kortenaer. Il fut frappé par une torpille Type 93 qui le brisa en deux et le coula rapidement. L'Electra, couvrant l'Exeter, engagea le combat contre le Jintsu et l'Asagumo, réussissant plusieurs frappes, mais il subit lui-même de graves dommages dans sa superstructure. Après un important début d'incendie et à court de munitions, l'équipage reçut l'ordre d'abandonner le navire. Du côté japonais, seul l'Asagumo fut contraint de se retirer à cause des dommages subis.
La flotte alliée rompit le combat et s'éloigna vers 18 h 0, cachée par un écran de fumée fourni par les quatre destroyers américains de la « division 58 ». Ils lancèrent également une torpille mais à une trop longue distance pour qu'elle soit efficace. Les navires se dirigèrent d'abord vers Java au sud, puis à l'ouest puis au nord à la nuit tombée pour tenter d'échapper à l'escorte japonaise et tomber directement sur le convoi. Ce fut à ce moment-là que les navires de la « division 58 », leurs torpilles épuisées, revinrent de leur propre initiative à Surabaya.
Peu de temps après, à 21 h 25, le Jupiter heurta une mine et fut coulé, tandis qu'environ 20 minutes plus tard, la flotte passa à l'endroit où le Kortenaer avait sombré un peu plus tôt, et l'Encounter fut chargé de repêcher les survivants. La flotte de Doorman, désormais réduite à quatre croiseurs, rencontra à nouveau l'escorte japonaise à 23 h 0 ; les deux colonnes échangèrent dans l'obscurité des tirs à longue portée, jusqu'à ce que le De Ruyter et le Java soient coulés par une salve dévastatrice de torpilles. Doorman et la plupart de ses hommes coulèrent avec le De Ruyter et seulement 111 hommes furent sauvés pour les deux navires. Il ne restait plus que les croiseurs Perth et Houston; à court de carburant et de munitions et suivant les dernières instructions de Doorman, les deux navires battirent en retraite, arrivant à Tanjung Priok le 28 février.
Bien que la flotte alliée n'ait pas détruit la flotte d'invasion japonaise, elle permit aux défenseurs de Java d'avoir un jour de sursis.

## Conséquences

### Bataille du détroit de la Sonde
Le Perth et le Houston étaient à Tanjung Priok le 28 février quand ils reçurent l'ordre de rejoindre Tjilatjapna par le détroit de la Sonde. Les matériels de réparation manquaient sur Java et ni l'un ni l'autre ne pouvait être totalement réarmé ou faire le plein en carburant. Ils partirent à 21h 00 le 28 février pour le détroit de la Sonde mais, par malchance, ils croisèrent la flotte principale japonaise pour l'invasion de Java Ouest dans la baie Bantam. Les navires alliés se trouvèrent face à au moins trois croiseurs et plusieurs destroyers. Après un combat nocturne féroce qui se termina minuit passé, le Perth et le Houston furent coulés. Un navire démineur et un transport de troupes japonais furent coulés par les tirs alliés, tandis que trois autres transports de troupes furent endommagés et durent être réparés à sec.

### Deuxième bataille de la mer de Java
Après des réparations d'urgence l'Exeter gravement endommagé partit pour Ceylan. Il quitta Surabaya au crépuscule le 28 février se dirigeant avec peine vers le détroit de la Sonde, escorté par l'Encounter et le Pope. Les trois navires furent interceptés et coulés par les croiseurs lourds japonais Nachi et Haguro le matin du 1er mars.

### Détroit de Bali
Les 4 destroyers américains de la division 58: l'Edwards, le Ford, l'Alden et le Jones, étaient aussi à Surabaya; ils partirent à la nuit tombante le 28 février pour l'Australie. Après une brève rencontre avec un destroyer japonais dans le détroit de Bali, ils purent s'échapper et ils atteignirent Fremantle sans problème le 4 mars.

### Fin
Deux autres navires américains et un destroyer néerlandais furent aussi coulés alors qu'ils tentaient de s'échapper vers l'Australie. La force navale alliée avait été presque totalement détruite: 10 navires et environ 2 173 marins avaient été perdus. La bataille de la mer de Java mit fin aux importantes opérations navales alliées dans le Sud-Est asiatique du début de 1942 et les forces terrestres japonaises purent envahir Java le 28 février. Les États-Unis et la Royal Air Force commencèrent alors à se retirer vers l'Australie. Des troupes néerlandaises aidées par quelques Britanniques se battirent avec acharnement pendant une semaine. Les Japonais exécutèrent de nombreux prisonniers de guerre alliés et sympathisants indonésiens. En dehors du problème de logistique des Alliés, le facteur décisif de la victoire japonaise semble avoir été sa puissance aérienne. À l'issue de ce combat d'usure, les derniers défenseurs capitulèrent le 9 mars.

### Sort des épaves
Plusieurs épaves semblent avoir disparu en novembre 2016, vraisemblablement démantelées illégalement par des ferrailleurs. Il s'agit des croiseurs néerlandais HNMLS De Ruyter et HNMLS Java, du croiseur britannique HMS Exeter, du destroyer HMS Encounter ainsi que le sous-marin USS Perch, celui-ci coulé quelques semaines après la bataille. L'épave du destroyer HNLMS Kortenaer est également en partie démantelée.

## Source de la traduction
- (en) Cet article est partiellement ou en totalité issu de l’article de Wikipédia en anglais intitulé « Battle of the Java Sea » (voir la liste des auteurs).

## Voir également
- Seconde bataille de la mer de Java
- Bataille de Malaisie
- Expansionnisme du Japon Shōwa

### Livres
- (en) David Brown, Warship Losses of World War Two, Annapolis, Naval Institute Press, 1990, 256 p. (ISBN 978-1-55750-914-7, LCCN 94073841)
- (en) David Burchell, The Bells of the Sunda Strait, Adelaide, Australia, Rigby, 1971
- T. J. Cain, HMS Electra, Londres, Futura Publications, 1959
- (en) Andrieu D'Albas, Death of a Navy : Japanese Naval Action in World War II, Devin-Adair Pub, 1965 (ISBN 978-0-8159-5302-9)
- (en) Paul S. Dull, A Battle History of the Imperial Japanese Navy, 1941-1945, Annapolis, Naval Institute Press, 1978, 402 p. (ISBN 978-0-87021-097-6, LCCN 77077933)
- (en) G. Hermon Gill, Volume I – Royal Australian Navy, 1939–1942, Canberra, Australian War Memorial, coll. « Australia in the War of 1939–1945 », 1957 (présentation en ligne, lire en ligne), chap. 15 (« Abda and Anzac »)
- (en) G. Hermon Gill, Volume I – Royal Australian Navy, 1939–1942, Canberra, Australian War Memorial, coll. « Australia in the War of 1939–1945 », 1957 (présentation en ligne, lire en ligne), chap. 16 (« Defeat in Abda »)
- Oliver L. Gordon, Fight It Out, William Kimber, 1957
- (en) Eric Grove, Sea Battles in Close-Up : World War II, vol. 2, Annapolis, MD, États-Unis, Naval Institute Press, 1993, 160 p. (ISBN 978-0-7110-2118-1)
- Tameichi Hara, Japanese Destroyer Captain, New York & Toronto, Ballantine Books, 1961 (ISBN 978-0-345-27894-4)- Firsthand account of the battle by the captain of the Japanese destroyer Amatsukaze.
- (en) Heber Holbrook, U.S.S. Houston : The Last Flagship of the Asiatic Fleet, Dixon, CA, États-Unis, Pacific Ship and Shore, 1981
- (en) James D. Hornfischer, Ship of Ghosts : The Story of the USS Houston, FDR's Legendary Lost Cruiser, and the Epic Saga of Her Survivors, New York, Bantam, 2006, 530 p. (ISBN 978-0-553-80390-7, OCLC 69680190, LCCN 2006047530)
- (en) Edwin P. Hoyt, The Lonely Ships : The Life and Death of the Asiatic Fleet, New York, David McKay Company, 1976
- (en) Eric Lacroix et Linton Wells, Japanese Cruisers of the Pacific War, Annapolis, Naval Institute Press, 1997, 1re éd., 882 p. (ISBN 978-0-87021-311-3, LCCN 90030887)
- (en) Ronald McKie, Proud Echo : The Great Last Battle of HMAS Perth, Sydney, Angus & Robertson, 1953
- (en) Samuel Eliot Morison, The Rising Sun in the Pacific 1931 : April 1942, vol. 3 of History of United States Naval Operations in World War II, Edison (homonymie), Castle Books, 1958 (reissue 2001) (ISBN 978-0-7858-1304-0)
- (en) Robert Sinclair Parkin, Blood on the Sea : American Destroyers Lost in World War II, Cambridge, Da Capo Press, 1995, 1re éd., 360 p., poche (ISBN 978-0-306-81069-5, LCCN 2010525063)
- (en) Alan Payne, HMAS Perth : The Story of a Six-Inch Cruiser, 1936-1942, Garden Island, NSW, Aus, The Naval Historical Society of Australia, 2000
- (en) Duane Schultz, The Last Battle Station : The Story of the USS Houston, New York, St Martins Press, 1985, 1re éd., 271 p. (ISBN 978-0-312-46973-3, LCCN 84024970)
- (en) David A. Thomas, The Battle of the Java Sea, New York, Stein & Day, 1968, poche (ISBN 978-0-330-02608-6, OCLC 16205487)
- (en) F. C. van Oosten, The Battle of the Java Sea (Sea battles in close-up; 15), Annapolis, Naval Institute Press, 1976, 128 p. (ISBN 978-0-87021-911-5, OCLC 3003692, LCCN 76024052)
- (en) Ronald H. Spector, Eagle Against the Sun : The American War With Japan, New York, Naval Institute Press, 1985, 1re éd., 589 p., poche (ISBN 978-0-394-74101-7), « The Short, Unhappy Life of ABDACOM »
- (en) Brendan Whiting, Ship of Courage : The Epic Story of HMAS Perth and Her Crew, Australia, Allen & Unwin Pty., Limited, 1995, 1re éd., 192 p. (ISBN 978-1-86373-653-4, LCCN 94235282)
- (en) Walter G. Winslow, The Ghost that Died at Sunda Strait, Annapolis, Naval Institute Press, 1984, 244 p. (ISBN 978-0-87021-218-5, LCCN 84018896)- Firsthand account of the battle by a survivor from USS Houston
- (en) Walter G. Winslow, The Fleet the Gods Forgot : The U.S. Asiatic Fleet in World War II, Annapolis, Naval Institute Press, 1994, 1re éd., 344 p. (ISBN 978-1-55750-928-4, LCCN 81085442)

### Films
- Slag in de Javazee, De (The Battle of the Java Sea), NFM/IAF, 1995 [présentation en ligne] — Film documentaire sur la bataille - Durée :135 minutes. A remporté le "Golden Calf" award en tant que "meilleur long documentaire" au Festival du film néerlandais en 1996.